# Anne Gastinel

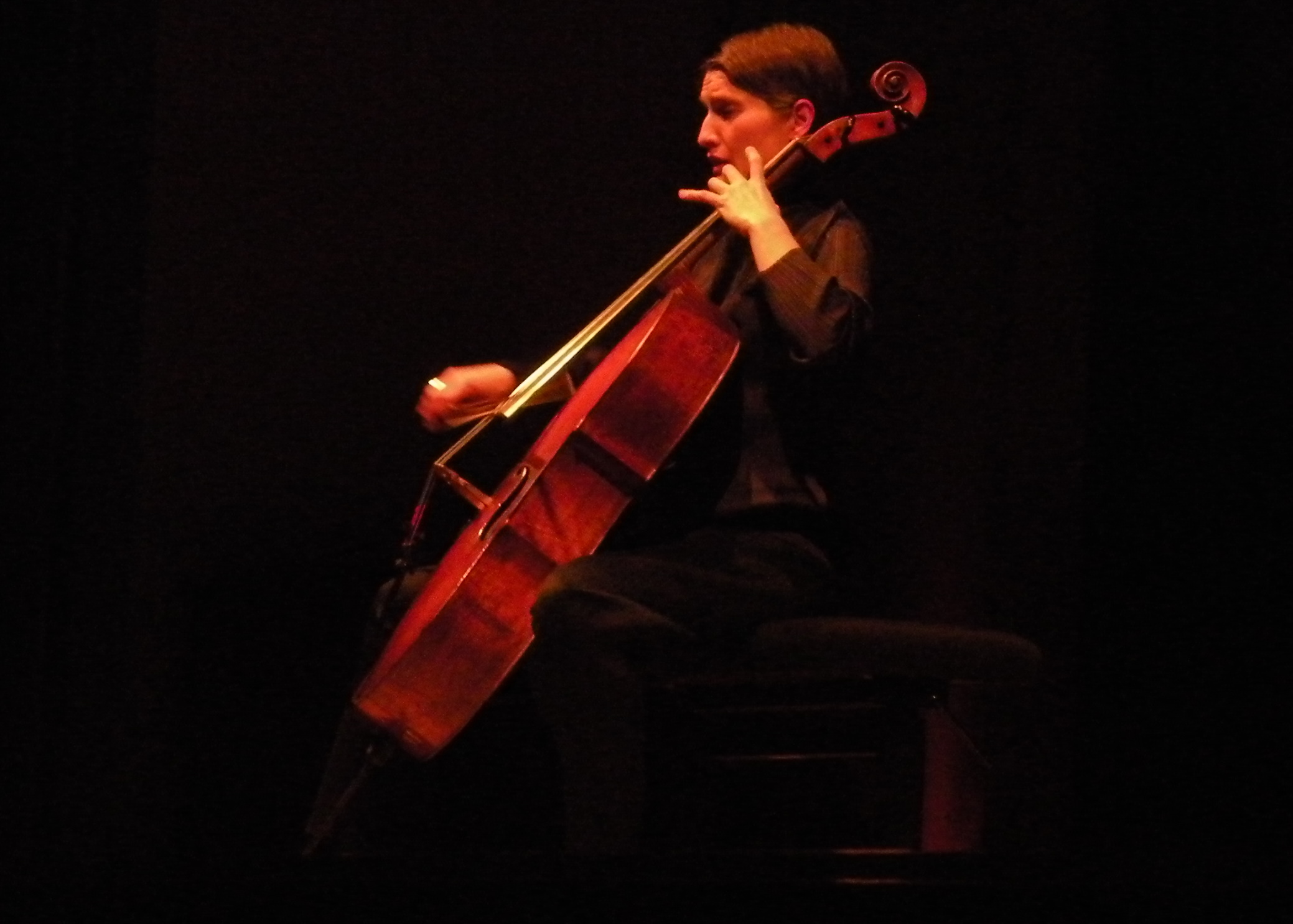
Anne Gastinel, 2009

Anne Gastinel (* 14. Oktober 1971 in Tassin-la-Demi-Lune) ist eine französische Cellistin. Sie ist Professorin am Conservatoire National Supérieur de Musique et de Danse (CNSMD) in Lyon.

## Leben
Anne Gastinel begann im Alter von vier Jahren mit dem Cello und spielte parallel dazu Klavier und Oboe. Mit zehn Jahren gab sie ihr erstes Fernsehkonzert mit Orchester. Sie trat mit elf Jahren in die Klasse von Jean Deplace am Conservatoire national supérieur de Lyon ein. Sie gewann vier Jahre später (1986) den ersten Cello-Preis. Anschließend war sie die erste Musikerin, die direkt vom CNSMD Lyon in den dritten Zyklus des Pariser Konservatoriums wechseln durfte, wo sie ihre Ausbildung bei Philippe Muller vervollständigte. Vor ihrem Abschluss am Pariser Konservatorium nahm sie an internationalen Wettbewerben teil und gewann mit achtzehn Jahren den ersten Preis beim Scheveningen-Wettbewerb, im Jahr darauf den dritten Preis beim Prager Wettbewerb und beim Rostropowitsch-Cellowettbewerb in Paris. Sie arbeitete unter anderem mit Paul Tortelier, Janos Starker und Yo-Yo Ma.
Als Finalistin beim Eurovision Young Musicians in Wien 1990 wurde sie gleichzeitig von dem Pariser Agenten Maurice Werner angerufen, der sie mehrere Jahre lang betreute, und von Bertrand Bayle, dem Produktionsleiter von Naïve Records, der ihr anbot, für ihre ersten Aufnahmen in den Katalog aufgenommen zu werden.
Später reiste sie nach Japan, Brasilien, Österreich, Spanien, Südafrika, Deutschland, in die Niederlande, nach Frankreich, Mexiko, Portugal und Belgien, um mit verschiedenen Orchestern zu arbeiten. Sie spielt Kammermusik mit Musikern aus Frankreich. Sie setzt sich für zeitgenössische Komponisten wie Henri Dutilleux oder Éric Tanguy ein, der ihr mehrere Werke gewidmet hat.
1997 vertraute ihr Marta Casals-Istomin das Goffriller-Cello von Pablo Casals an. Heute spielt sie auf einem Cello von Carlo Giuseppe Testore, einem Instrument aus dem Jahr 1690.

## Diskographie (Auswahl)
Seit 1989 hat sie mehrere CDs mit Kammermusik und mit Orchester aufgenommen und wird seit 1992 von Naïve Records produziert.
- 1999: Sonaten Nr. 1 Opus 36 und Nr. 2 Opus 99 für Klavier und Violoncello von Brahms, mit François-Frédéric Guy (Klavier), Naïve Records
- 2002: Sonaten für Klavier und Violoncello Nr. 2, 4 und 5 de Beethoven mit François-Frédéric Guy (Klavier), Naïve Records
- 2006: Arpeggione-Sonate mit Claire Désert (Klavier), Werke von Schubert, Naïve Records
- 2008: Sechs Suiten für Violoncello solo von Bach (Naïve Records)
- 2009: Iberica mit Pablo Márquez (Gitarre), Werke von Manuel de Falla, Gaspar Cassadó et Enrique Granados, Naïve Records
- 2014: Streichquintett für zwei Violoncelli von Schubert,  Naïve Records
- 2018: Triplekonzert und Trio op. 11 von Beethoven, mit dem hr-Sinfonieorchester unter der Leitung von Paavo Järvi, Naïve Records[4]

## Preise und Auszeichnungen
- Victoires de la musique classique:[5]
  - 1994: Neuentdeckung Instrumentalkünstler des Jahres (Révélation soliste instrumental de l'année)
  - 2005: Französische Aufnahme klassischer Musik des Jahres (Enregistrement français de musique classique de l'année) für die Aufnahme der Beethoven-Sonaten Nrn. 2, 4 und 5 für Cello und Klavier mit François-Frédéric Guy (Naïve Records)
  - 2006: Instrumentalkünstler des Jahres (Soliste instrumental de l'année)
- 1990: Dritter Preis beim Rostropovitch Wettbvewerb ex æquo mit Xavier Phillips
- 2008: Ritter des Ordre national du Mérite[6]